# The Family (minisèrie)
The Family és una minisèrie de televisió en streaming documental nord-americana que es va estrenar a Netflix el 9 d'agost de 2019. La sèrie examina la seva història d'un grup cristià conservador, conegut com a la Família o la Fellowship, i investiga la seva influència en la política nord-americana.
La sèrie va ser produïda per Jeff Sharlet, que anteriorment va escriure llibres sobre la mateixa organització, com C Street: The Fundamentalist Threat to American Democracy i The Family: The Secret Fundamentalism at the Heart of American Power.

## Cast
- David Rysdahl com a Jeff Sharlet[5]
  - Sharlet apareix com ell mateix a les parts de l'entrevista documental de la sèrie.
- Ben Rosenfield[6]
- Zachary Booth[6]
- Michael Park[6]
- Nate Klingenberg
- Tessa Albertson[6]
- James Cromwell com Douglas Coe[7][6]

## Episodis
| Núm. | Títol                            | Data d'emissió original |
| ---- | -------------------------------- | ----------------------- |
| 1    | «Submersion»                     | 9 d'agost de 2019       |
| 2    | «Chosen»                         | 9 d'agost de 2019       |
| 3    | «New World Order»                | 9 d'agost de 2019       |
| 4    | «Dictators, Murderers & Thieves» | 9 d'agost de 2019       |
| 5    | «Wolf King»                      | 9 d'agost de 2019       |

## Recepció
En general, els crítics han elogiat la sèrie. Per a Decider, Joel Keller va descriure que tenia "molt potencial per fascinar". Joel Mayward, de Cinemayard, va descriure la sèrie com a "esgarrifadora", però també va escriure que se sentia "confusa i redundant". Jen Chaney ' Vulture va assenyalar que la sèrie es va centrar principalment en la influència de la Fellowship sobre els conservadors i va excloure la participació demòcrata.

## Alliberament
The Family es va estrenar el 9 d'agost de 2019 a Netflix.